# Majgaon
Majgaon é uma vila no distrito de Sonitpur, no estado indiano de Assam.

## Demografia
Segundo o censo de 2001, Majgaon tinha uma população de 6820 habitantes. Os indivíduos do sexo masculino constituem 52% da população e os do sexo feminino 48%. Majgaon tem uma taxa de literacia de 83%, superior à média nacional de 59,5%: a literacia no sexo masculino é de 83% e no sexo feminino é de 83%. Em Majgaon, 9% da população está abaixo dos 6 anos de idade.